# 10281 Libourel
10281 Libourel è un asteroide della fascia principale. Scoperto nel 1981, presenta un'orbita caratterizzata da un semiasse maggiore pari a 2,7286578 UA e da un'eccentricità di 0,0388836, inclinata di 10,54521° rispetto all'eclittica.
L'asteroide è dedicato a Guy Libourel, chimico cosmologo francese.